# 小沧畲族乡
小沧畲族乡是福州市连江县下辖的一个畲族乡，位于连江县西北部，敖江中上游，西部和北部分别与福州晋安区和罗源县接壤，面积60平方公里。下辖5个行政村。乡政府驻地在小沧村。

## 行政区划
现辖：小沧村、利洋村、七里村、东风村和樟后村。